# كارلوس بيسيرا
كارلوس بيسيرا (بالإسبانية: Carlos Becerra)‏ هو محامي وسياسي أرجنتيني، ولد في 1949 في قرطبة في الأرجنتين. حزبياً، نشط في الاتحاد المدني الراديكالي. وقد انتخب عضو مجلس النواب في الأرجنتين.